# Acte de décès en droit français
Ne doit pas être confondu avec Constat de décès ou Bulletin de décès.

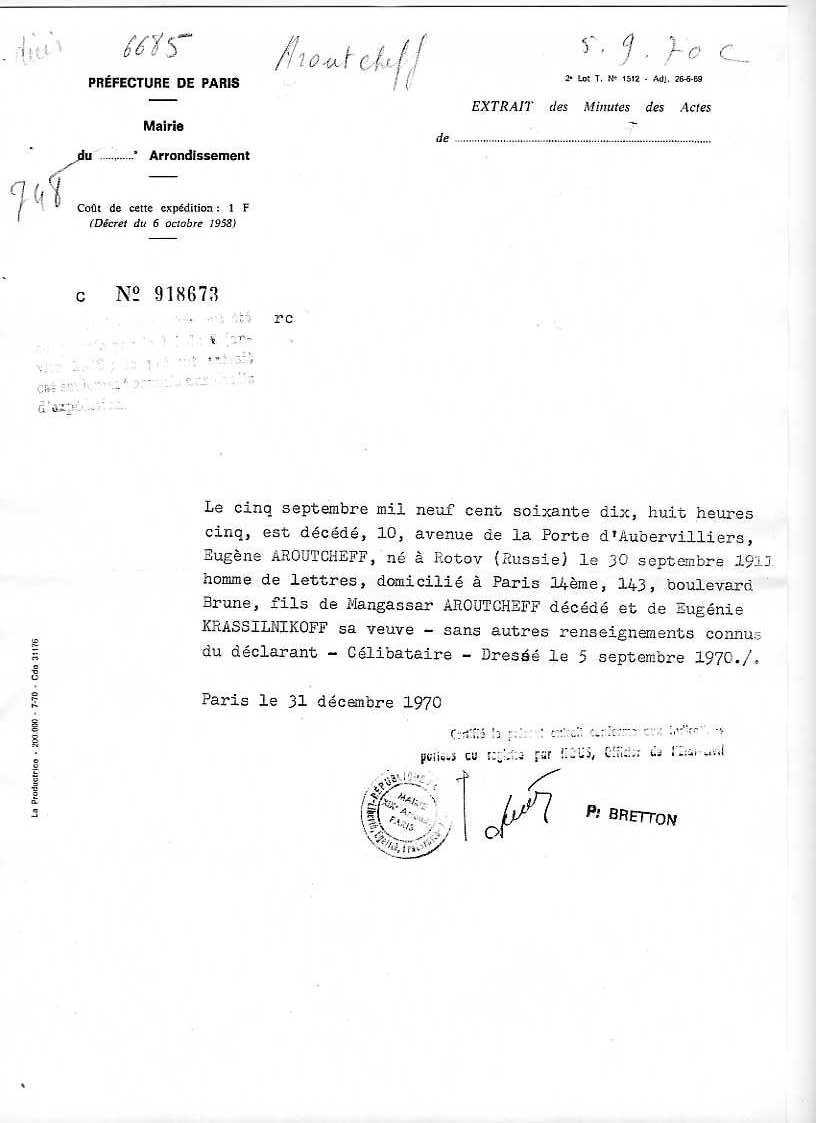
Acte de décès de Georges Arout, né Eugène Aroutcheff, en 1970.

Un acte de décès est un acte juridique de l'état civil français. C'est un acte authentique, signé par un officier d'état civil, qui est établi à la mort d'une personne.
Selon l'article 78 du code civil français : « L'acte de décès sera dressé par l'officier d'état civil de la commune de décès, sur la déclaration d'une personne possédant sur l'état civil du défunt les renseignements les plus exacts et les plus complets qu'il sera possible. »

## Historique
L'acte de décès fait suite à l'acte de sépulture, enregistré jusqu'à la Révolution dans les paroisses. Le décret du 20 septembre 1792 définit l'acte de décès et son contenu (Titre V). Il doit notamment mentionner :
- les prénoms, nom, âge, profession et domicile du décédé
- le statut marital, et le cas échéant, les prénoms et nom du conjoint
- les prénoms, nom, âge, profession et domicile des parents du décédé

Depuis la loi du 28 octobre 1922, la date et lieu de naissance de la personne défunte doit également figurer dans l'acte de décès.
L'acte de décès peut porter plusieurs mentions marginales :
- mention Mort pour la France (depuis le 2 juillet 1915)[3],
- mention de la référence constatant que le défunt est Mort pour la France (depuis 1945),
- mention Mort en déportation (depuis le 15 mai 1985)[3],
- mention Mort pour le service de la Nation (depuis le 21 décembre 2012)[4],
- mention Victime du terrorisme (depuis le 21 décembre 2012)[4],
- mention Mort pour le service de la République (depuis le 25 novembre 2021).

## Consultation des actes de décès
En France, conformément à la loi du 15 juillet 2008 relative aux archives, tous les actes de décès sont librement communicables au public, quelles que soient leurs dates, et ce contrairement aux actes de naissance (sauf pour les extraits sans filiations) et de mariage qui ne sont communicables qu'au bout de 75 ans.
Ils peuvent être consultés :
- soit directement, pour les actes conservés des registres répertoriant uniquement des décès ;
- soit par extrait, pour les actes de décès contenus dans des registres répertoriant à la fois des naissances, des mariages et des décès de moins de 75 ans.

Une copie intégrale d'un acte de décès récent peut être délivrée à toute personne, y compris étrangère à la famille. La demande peut être effectuée à la mairie du lieu de décès et également à la mairie du dernier domicile du défunt si le lieu de décès n'a pas pu être établi ou n'est pas connu pour le demandeur. La demande peut être faite sur service-public.fr. Dans le cas d'un décès survenu à l'étranger, il convient de s'adresser au Service central d'état civil du ministère des Affaires étrangères.
Les actes de décès plus anciens sont généralement numérisés et consultables sur les sites Internet des services d'archives départementales et d'archives municipales.

## Pour approfondir